# Lampropelma violaceopes
Lampropelma violaceopes là một loài nhện trong họ Theraphosidae.
Loài này thuộc chi Lampropelma. Lampropelma violaceopes được miêu tả năm 1924 bởi Abraham.

## Hình ảnh

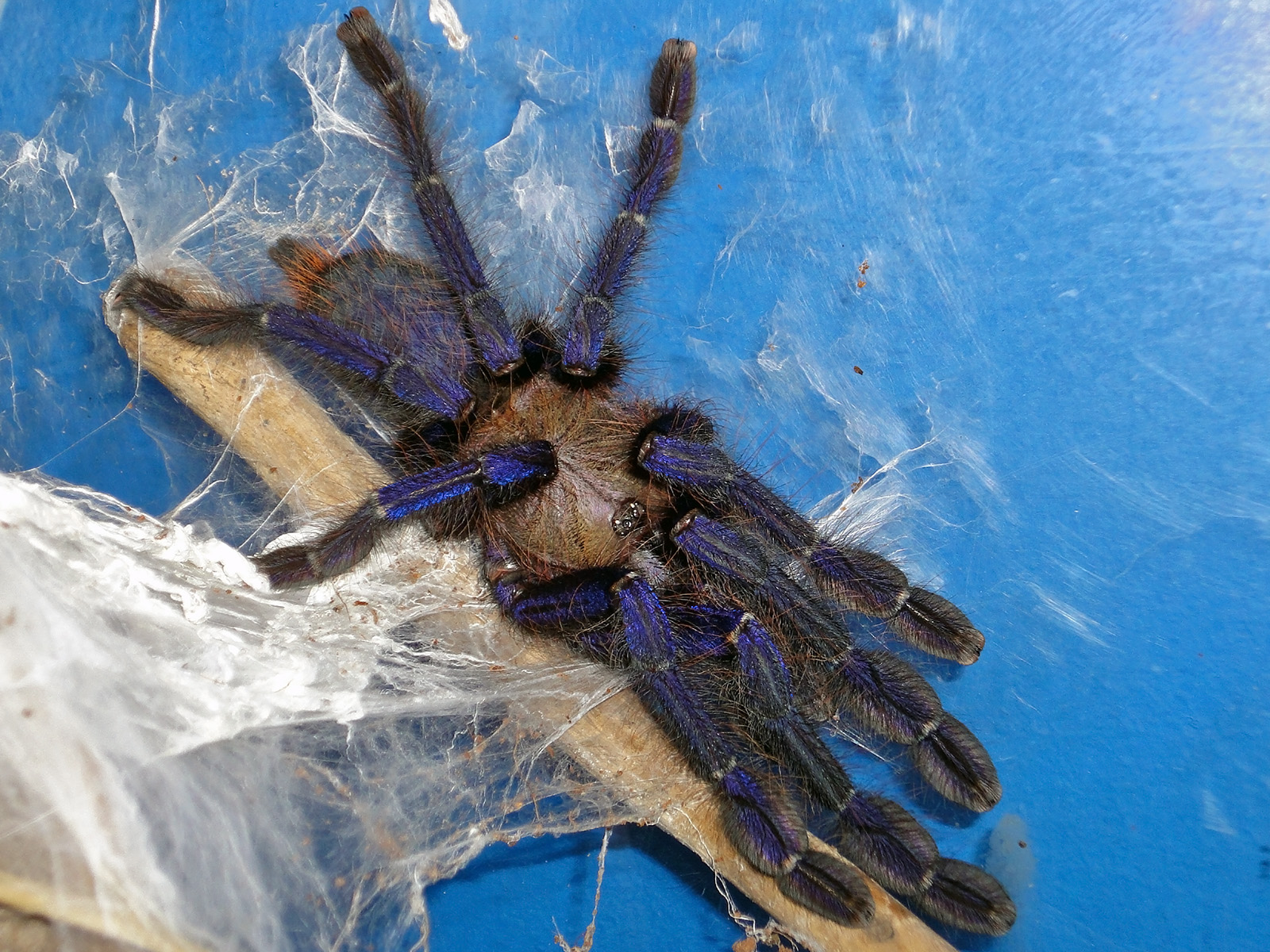
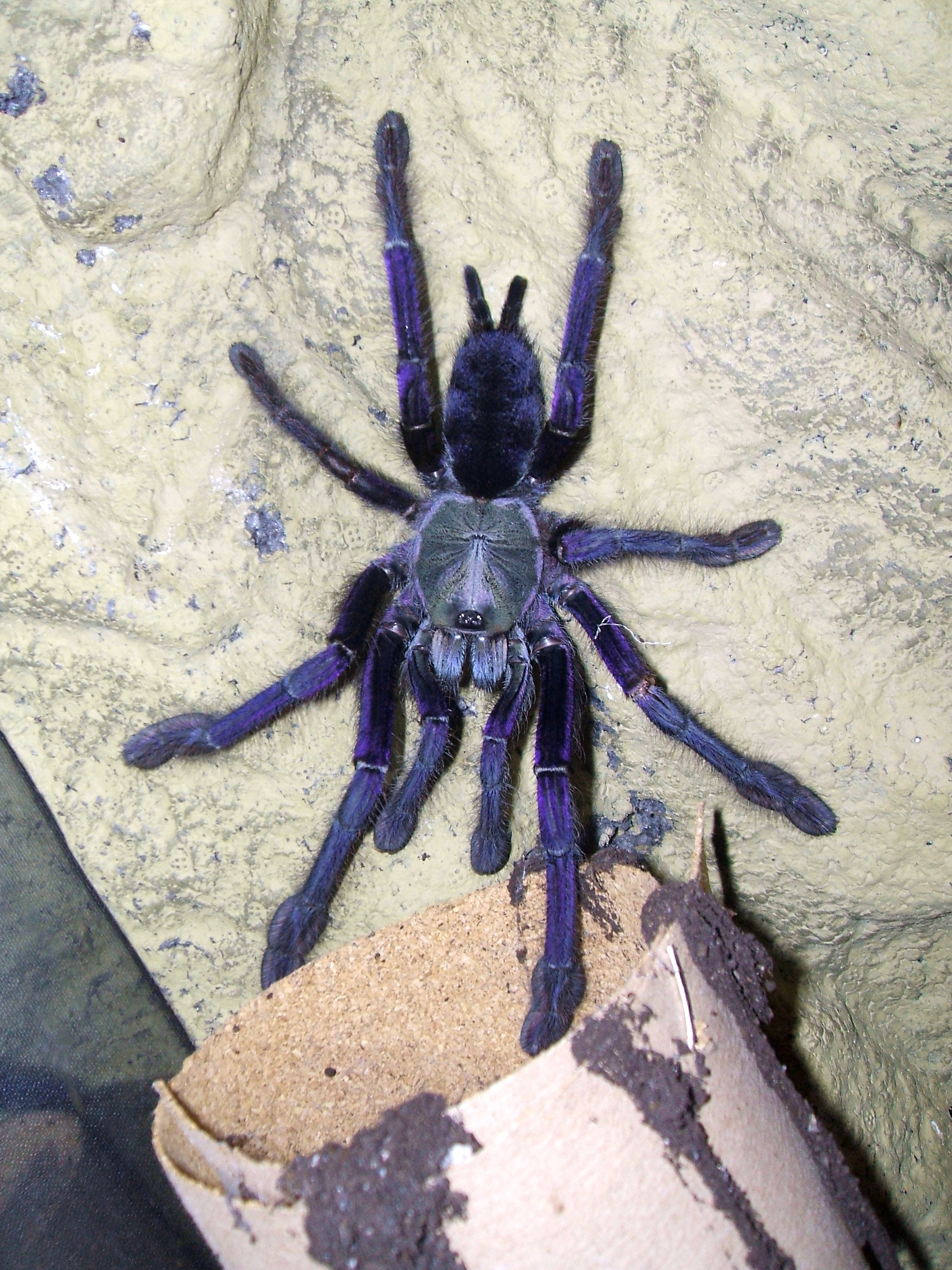